# Fata modificată
Fata modificată (2009) (titlu original The Windup Girl) este un roman SF biopunk scris de Paolo Bacigalupi. Volumul a ocupat locul al nouălea în topul celor mai bune cărți de ficțiuni ale anului 2009 publicat de revista TIME și a fost desemnată cea mai bună carte SF a anului în lista lecturilor publicată în 2010 de Reference and User Services Association. Cartea a câștigat premiul Nebula în 2009 și premiul Hugo în 2010 (la egalitate cu The City & the City a lui China Miéville), ambele la secțiunea cel mai bun roman. De asemenea, romanul a mai fost recompensat cu premiul Compton Crook și cu premiul Locus pentru cel mai bun roman de debut, ambele distincții fiind acordate în anul 2010.

## Cadrul acțiunii
Evenimentele prezentate în Fata modificată se petrec în Thailanda secolului al XXIII-lea și reprezintă o continuare a povestirilor "Omul-calorie" (2005) și "Yellow Card Man" (2006). Încălzirea globală a dus la creșterea nivelului oceanelor lumii, rezervele clasice de combustibil s-au epuizat și au fost înlocuite cu dispozitive de producere și stocare a energiei acționate manual. Biotehnologia este dominantă și mega-corporații ca AgriGen, PurCal și RedStar (numite companii calorice) controlează producția alimentară prin intermediul semințelor modificate genetic, folosind bioterorismul, armatele private și economiști de succes pentru a crea piețe produselor lor. Întreaga populație este devastată de catastrofe frecvente, cu, am fi bolile și epidemiile mortale cauzate de recoltele modificate genetic și de plăgile mutante. Stocul genetic natural de semințe al plantelor globului a fost aproape complet înlocuit cu semințele modificate genetic pentru a fi sterile.
Monarhul actual al Thailandei este o regină-copil. Capitala se află sub nivelul mării și este protejată de inundații prin diguri și pompe. Cei mai influenți trei oameni din Thailanda sunt regentul reginei-copil - Somdet Chaopraya, conducătorul Ministerului Mediului - generalul Pracha și conducătorul Ministerului Comerțului - Akkarat.

## Intriga
Anderson Lake este un economist de succes, reprezentantul în Thailanda al companiei AgriGen. Misiunea lui este de a descoperi locul în care se află banca de semnințe thailandeză și își desfășoară activitățile sub acoperirea unei fabrici în care se încearcă producerea pe scară largă a unui nou model de dispozitiv capabil să stocheze gigajouli de energie. Administrarea fabricii o lasă în mâna unui manager chinez, Hock Seng, un refugiat al pogromului malaezian împotriva poporului chinez. Fost om de afaceri, Seng vrea să reînvie gloria sa economică în timp ce se străduiește să supraviețuiască vieții de refugiat, așteptând răbdător oportunitatea de a fura proiectele lui Anderson și de a le folosi în propriul interes.
Un accident produs în fabrica lui Anderson oprește producția, eveniment care poate avea efecte devastatoare asupra băilor de alge folosite acolo. Seng încearcă să grăbească importul piesele de schimb necesare - considerate ilegale - apelând la mită, dar planul său este distrus de o razie a Cămășilor Albe conduse de Jaidee Rojjanasukchai, care distrug toate transporturile sosite în Thailanda. Cămășile Albe reprezintă forța armată și de control a Ministerului Mediului, o parte însemnată a ei fiind formată din oameni coruptibili și corupți, iar o mică facțiune - condusă de Jaidee - acționează extremist, încercând să reteze din rădăcină orice imixtiune a tehnologiilor și organismelor modificate genetic străine.
Acțiunile radicale ale lui Jaidee îi deranjează pe cei din Ministerul Comerțului, care doresc să câștige cât mai mulți bani. Influența lor va duce la degradarea lui Jaidee și, după ce acesta încearcă o lovitură împotriva detractorilor, chiar la uciderea sa. Între timp, întârzierea punerii în funcțiune a fabricii lui Anderson duce la deteriorarea bazinelor de alge, care se îmbolnăvesc și transmit virusurile muncitorilor. Adjuncta lui Jaidee, Kanya - agent al Ministerului Comerțului infiltrat în Ministerul Mediului - îi ia locul acestuia și încearcă să depisteze sursa noii epidemii pe care Seng încearcă să o țină ascunsă.
Anderson nu știe nimic despre ce se întâmplă în fabrica lui. El o întâlnește pe Emiko, o fată modificată japoneză infiltrată ilegal în Thailanda și abandonată acolo de fostul ei stăpân. Făcând parte dintre așa-numiții „Oameni Noi”, Emiko este un organism umanoid modificat genetic pentru a satisface comenzile stăpânilor săi. Ea trăiește într-un club de noapte unde este abuzată sexual spre deliciul clienților. Anderson încearcă să o ajute să ducă o viață mai decentă și îi oferă un vis la care să spere: undeva, în nord, ar exista un sat în care trăiesc doar Oameni Noi, fără stăpâni față de care să fie obligați să se supună. Tânjind să se elibereze și să ajungă acolo, Emiko reușește să se rupă de condiționări și se revoltă împotriva asupritorilor ei. Modificările genetice îi permit să aibă o viteză de reacție mult superioară oricărui om, așa încât tentativa ei se soldează cu o sumedenie de victime, printre care se numără și Somdet Chaopraya, regentul reginei-copil.
Peste criza provocată de noua epidemie se suprapune cea politică, de care profită Akkarat, conducătorul Ministerului Comerțului, care punea la cale de multă vreme o lovitură de stat. El preia puterea, lucru care-i este de folos și lui Anderson, care-i fusese aliat în complotul loviturii de stat. Ministerul Mediului, rival al Ministerului Comerțului, este complet compromis, dar Kanya știe că epidemia care a izbucnit poate face ravagii la fel ca alte epidemii din trecut. Acest motiv, alături de procesele de conștiință legate de implicarea ei în asasinarea lui Jaidee, o determină să distrugă digurile care protejează capitala. Supraviețuitorii părăsesc orașul inundat și se retrag în alte regiuni, în afara lui Emiko, care rămâne să trăiască liberă printre clădirile lacustre.
Finalul cărții prezintă întâlnirea ei cu Gibbons, un expert în inginerie genetică de la care capătă promisiunea că, pe baza ADN-ului ei, se va naște o nouă rasă de „Oameni Noi”, care nu va mai fi condiționată la sclavie.

## Personaje
- Emiko - fată modificată prin inginerie genetică produsă de japonezi; face parte dintre „Oameni Noi” și este programată să caute continuu un stăpân și să se supună oricărei dorințe a acestuia
- Lake Anderson - agent economic al companiei AgriGen infiltrat în Thailanda pentru a ajunge la stocul de semințe al acestei țări
- Hock Seng - administratorul chinez al fabricii lui Anderson, fost afacerist de succes în Malaezia înainte pogromului pornit în această țară împotriva chinezilor
- Jaidee Rojjanasukchai - reprezentant al aripii dure a Cămășilor Albe din Ministerul Mediului, retrogradat și apoi ucis pentru că încurca planurile de afaceri ale conducătorilor thailandezi cu occidentalii
- Kanya - adjuncta lui Jaidee și, ulterior, înlocuitoarea acestuia, este agent al Ministerului Comerțului în Ministerul Mediului
- Mai - tânără muncitoare thailandeză din fabrica lui Anderson, luată sub protecție de Hock Seng
- Akkarat - conducătorul Ministerului Comerțului, un complotist care vrea să răstoarne puterea în Thailanda și să instaureze propriul regim
- Richard Carlyle - afacerist care colaborează cu Akkarat, ajutându-l în insurecția lui în schimbul favorurilor comerciale
- Raleigh - proprietarul unui club de noapte care o angajează pe Emiko și o protejează de Cămășile Albe în schimbul prestațiilor ei sexuale
- Somdet Chaopraya - regentul reginei-copil a Thailandei
- Generalul Pracha - conducătorul Ministerului Mediului
- Gibbons - genetician occidental infiltrat pe piața thailandeză
- Baronul Bălegarului - afacerist influent care le oferă o minimă protecție refugiaților chinezi în Thailanda

## Opinii critice
Criticii au observat o serie de similitudini și influențe asupra romanului, care a fost comparat cu operele lui Cordwainer Smith, J.G. Ballard, Philip K. Dick, William Gibson, China Miéville și Margaret Atwood.
The Guardian este de părere că „Fata modificată întruchipează ceea ce face literatura SF cel mai bine: recrează realitatea într-un mod fascinant, provocator, greu de uitat”, în timp ce SF Site o compară cu filmul Blade Runner al lui Ridley Scott.
School Library Journal caracterizează romanul ca fiind „foarte nuanțat, violent, întunecat” și crede că „îi va intriga pe cititorii interesați de SF-ul ce explorează lumea politicii și mediului înconjurător sau de distopii”. La rândul său, SFReviews.net caracterizează scriitura lui Bacigalupi ca „electrizantă, iar personajele sale - umane sau modificate - realizează cu cititorul o legătură reală care-l împiedică pe acesta să se simtă copleșit de lumea creată excesiv de amănunțit”.
Deși punctează și anumite puncte slabe ale romanului - cum ar fi asemănările cu alte opere sau detaiile excesive din anumite pasaje - Strange Horizons apreciază că „este scris extrem de convingător și oferă un sol fertil pentru interpretări diverse din partea oricărui tip de cititor”

## Premii
În septembrie 2010 romanul a câștigat premiul Hugo pentru cel mai bun roman, la egalitate cu The City & the City a lui China Miéville. În mai 2010, romanul a fost distins cu premiul Nebula pentru cel mai bun roman. În același an, cartea a câștigat premiul John W. Campbell Memorial pentru cel mai bun roman science fiction. În 2012, o traducere făcută de Kazue Tanaka și Hiroshi Kaneko a primit premiul Seiun pentru cea mai bună traducere de ficțiune de mari dimensiuni la a 51-a ediție a Convenției Japoneze de Science Fiction. Traducerea germană a câștigat premiul Kurd-Laßwitz în același an.